# 島津三条工場事件
島津三条工場事件（しまづさんじょうこうじょうじけん）とは、1952年6月10日に京都府京都市中京区で発生した暴動事件。

## 事件の概要
1952年6月10日午後4時頃、トラックに乗った祖国防衛隊所属の在日朝鮮人約50人が、京都市中京区にある島津製作所三条工場に押しかけ、守衛の制止を振り切って中に突入、破防法反対のアジ演説を行った。工場側の要請を受けた京都市警察堀川警察署の署員約15人が現場に急行、五十代くらいの朝鮮人が妨害したため、ただちに検挙し京都市警南部警邏隊のパトカーに収容した。
すると、付近にいた朝鮮人約100人が騒ぎ出した。パトカーがサイレンを鳴らして発進し、春日通三条にさしかかったとき、多数の朝鮮人が前に立ちふさがり、車内に火炎瓶を投げ込んだ。パトカーはたちまち火の車となり、道を大きくそれて京都市バスの車庫に入り込み、バスに激突した。乗っていた8人の警察官は重軽傷を負った。検挙者も火傷を負ったが逃げおおせることに成功した。